# Prasat Sa Kamphaeng Noi

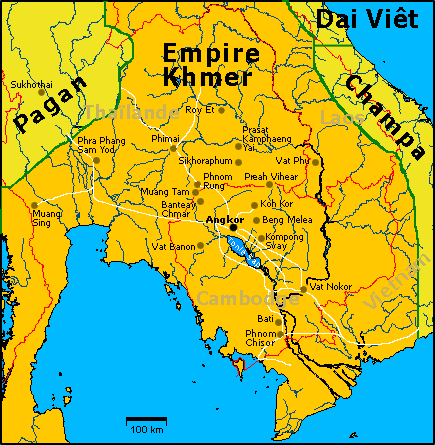
Principaux sites khmers

Le Prasat Sa Kamphaeng Noi est un site archéologique situé en Thaïlande.
Il s'agit d'une chapelle d'hôpital construite par Jayavarman VII, située à l'ouest de la ville thaïlandaise de Sisaket, en allant vers le Prasat Sa Kamphaeng Yai. La construction est en latérite, avec des portes, fenêtres et linteaux de grès. Selon une inscription découverte à Ta Prohm, le roi Jayavarman VII fit construire 102 Arogayasalas (ou Arogyasalas), des hôpitaux répartis sur l'ensemble de l'empire le long des principales routes. À proximité de chaque hôpital se trouvait une chapelle. On pense que les hôpitaux eux-mêmes étaient construits en bois. De nombreuses inscriptions en Khmer et en Sanscrit ont été retrouvées à proximité de ces arogayasalas, en rapport avec ces hôpitaux.
Comme la plupart des chapelles d'hôpital de Jayavarman VII, le plan en est très simple : il s'agit d'une petite tour en latérite, avec un porche faisant face à l'est, un gopura, ainsi qu'une bibliothèque au sud est, le tout dans un enclos de 20 mètres sur 35. Il existe également un baray (bassin) de petite taille à proximité à l'est du prasat. L'arogayasala le plus proche (Prasat Hin Ban Samo ou Tam Chan) se situe à 30 km au sud-ouest. Les linteaux trouvés sur place sont de style Baphuon (soit deux siècles plus tardifs que la construction) portant à croire qu'il s'agit de pièces de réemploi provenant d'un autre monument.

## Photographies

Panoramas
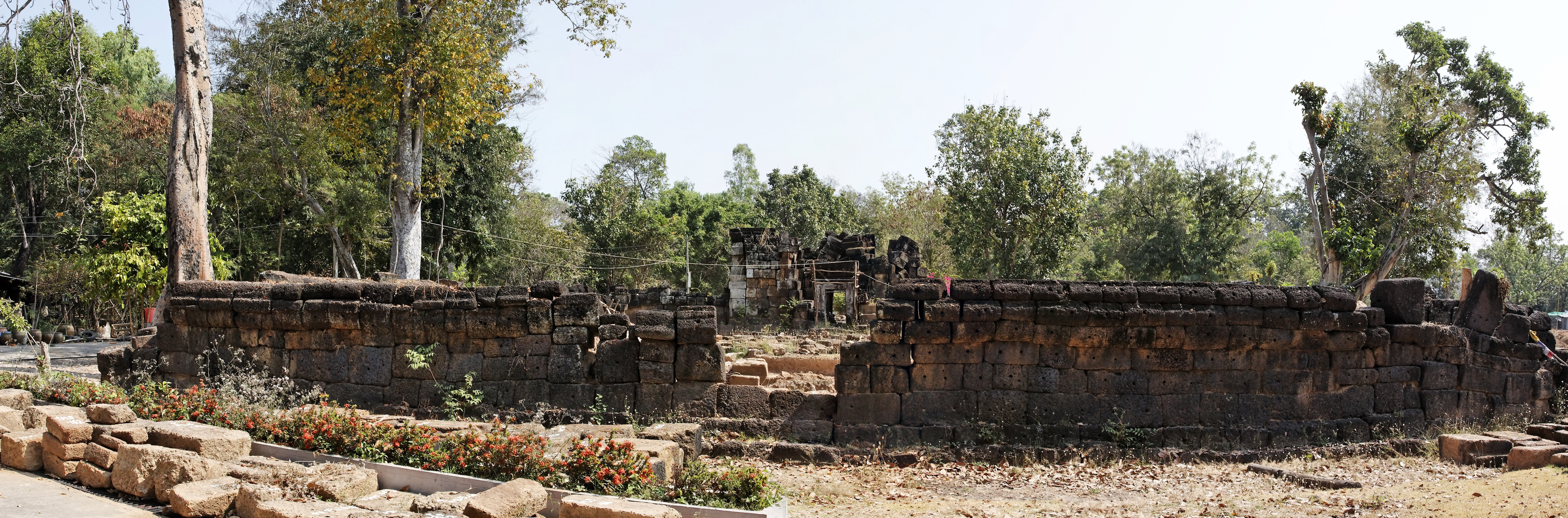
Vue d'ensemble, extérieur de l'enceinte
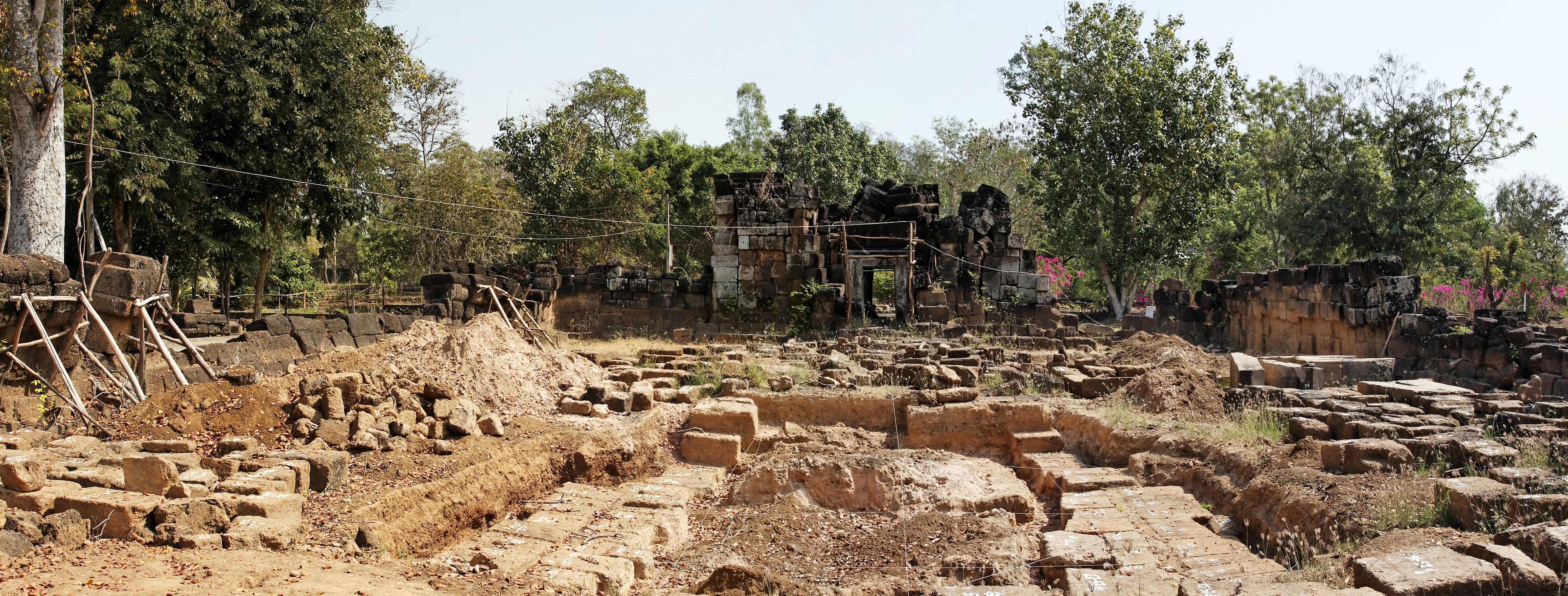
Vue d'ensemble, intérieur de l'enceinte, en pleine restauration

Photos
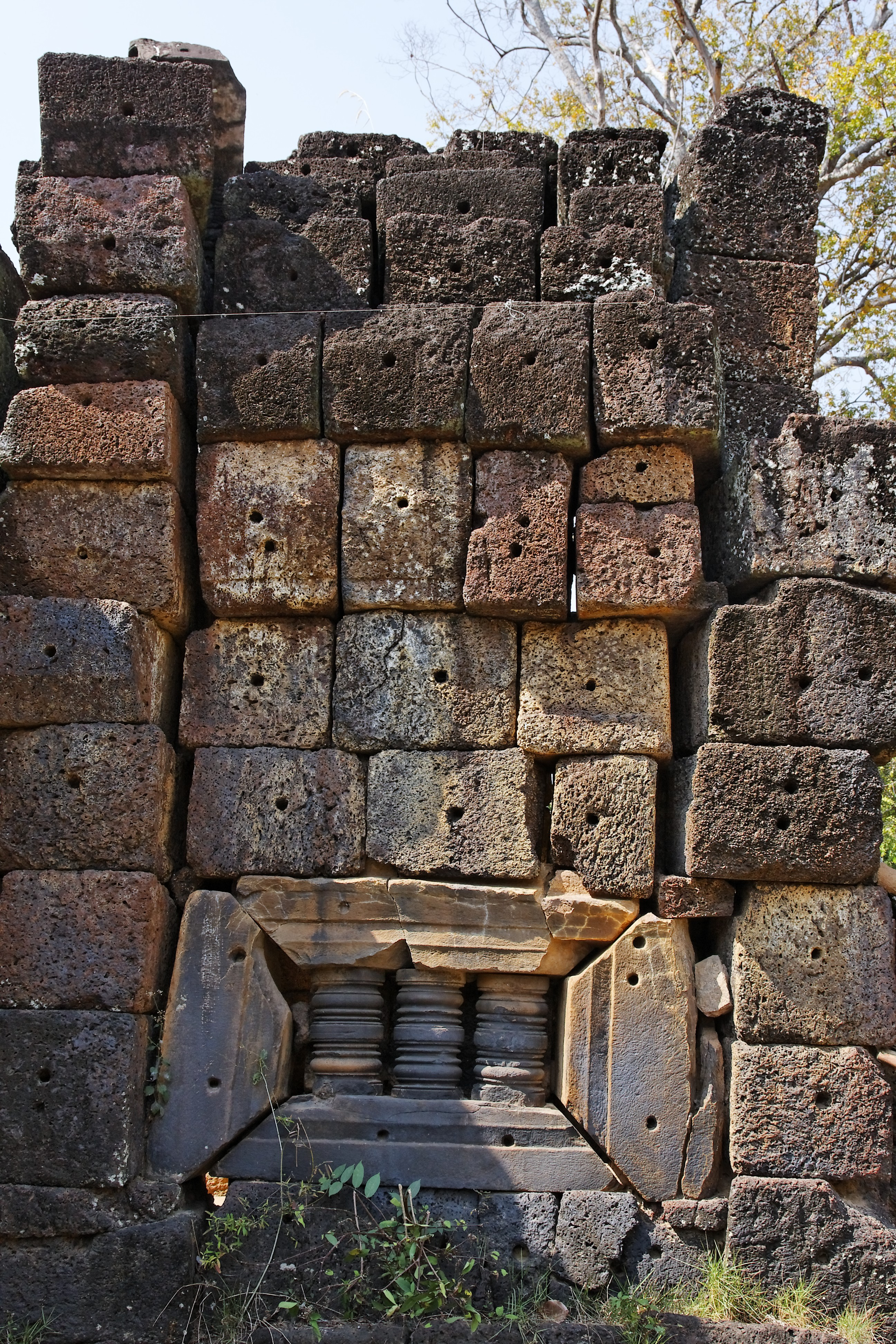
Fenêtre à balustres
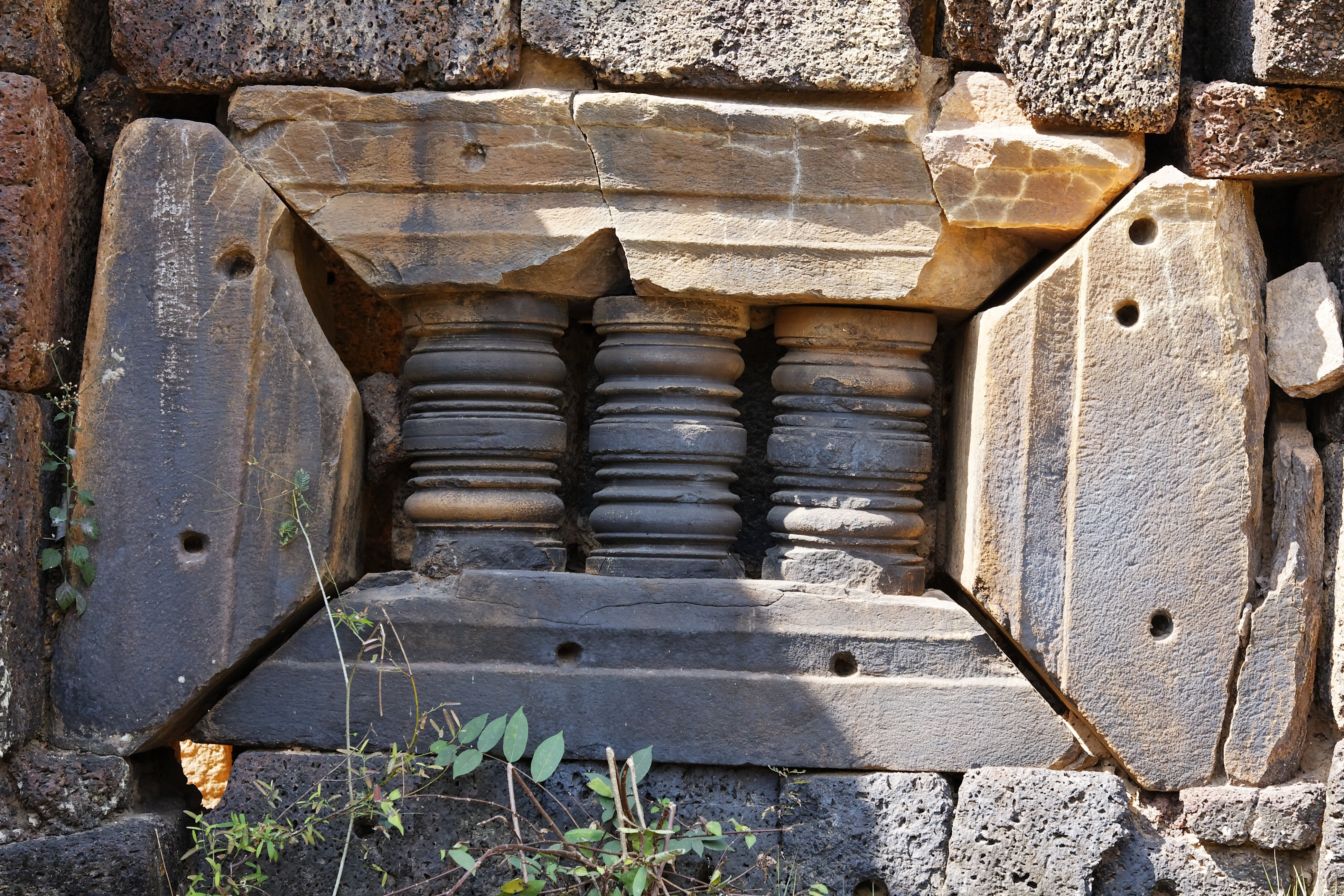
Fenêtre à balustres (détail)
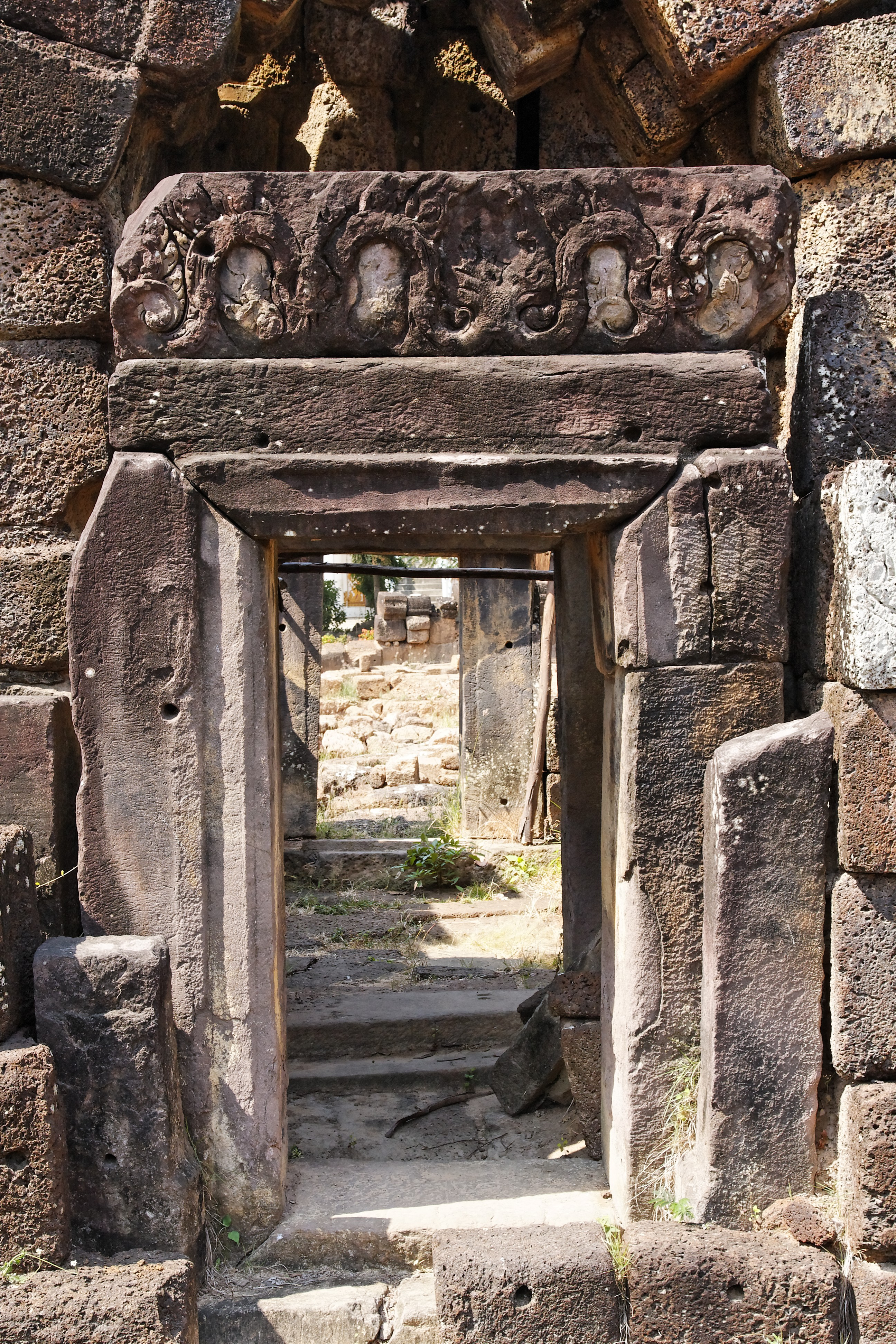
Porte avec linteau, replacé de façon incorrecte
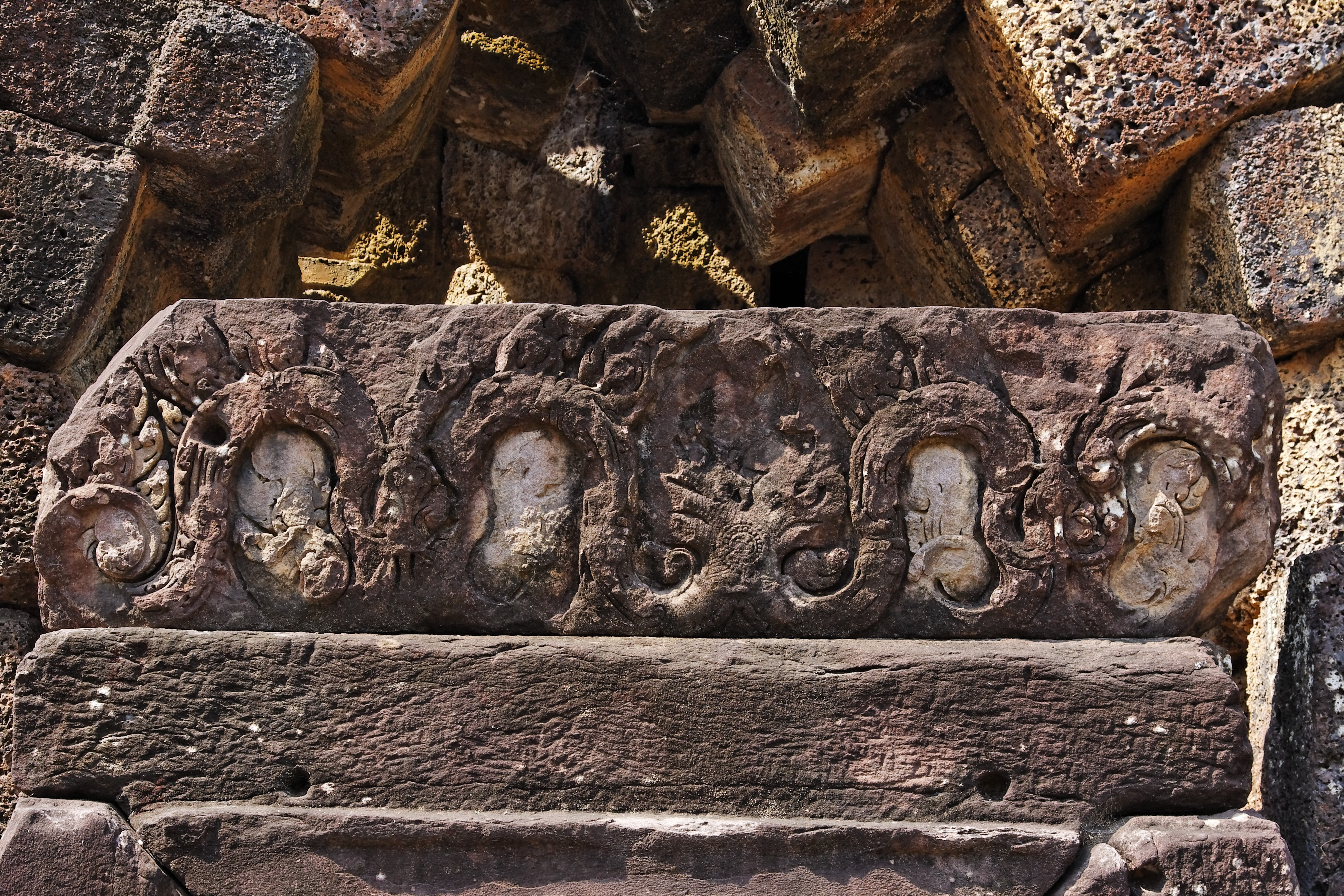
Linteau (grès)
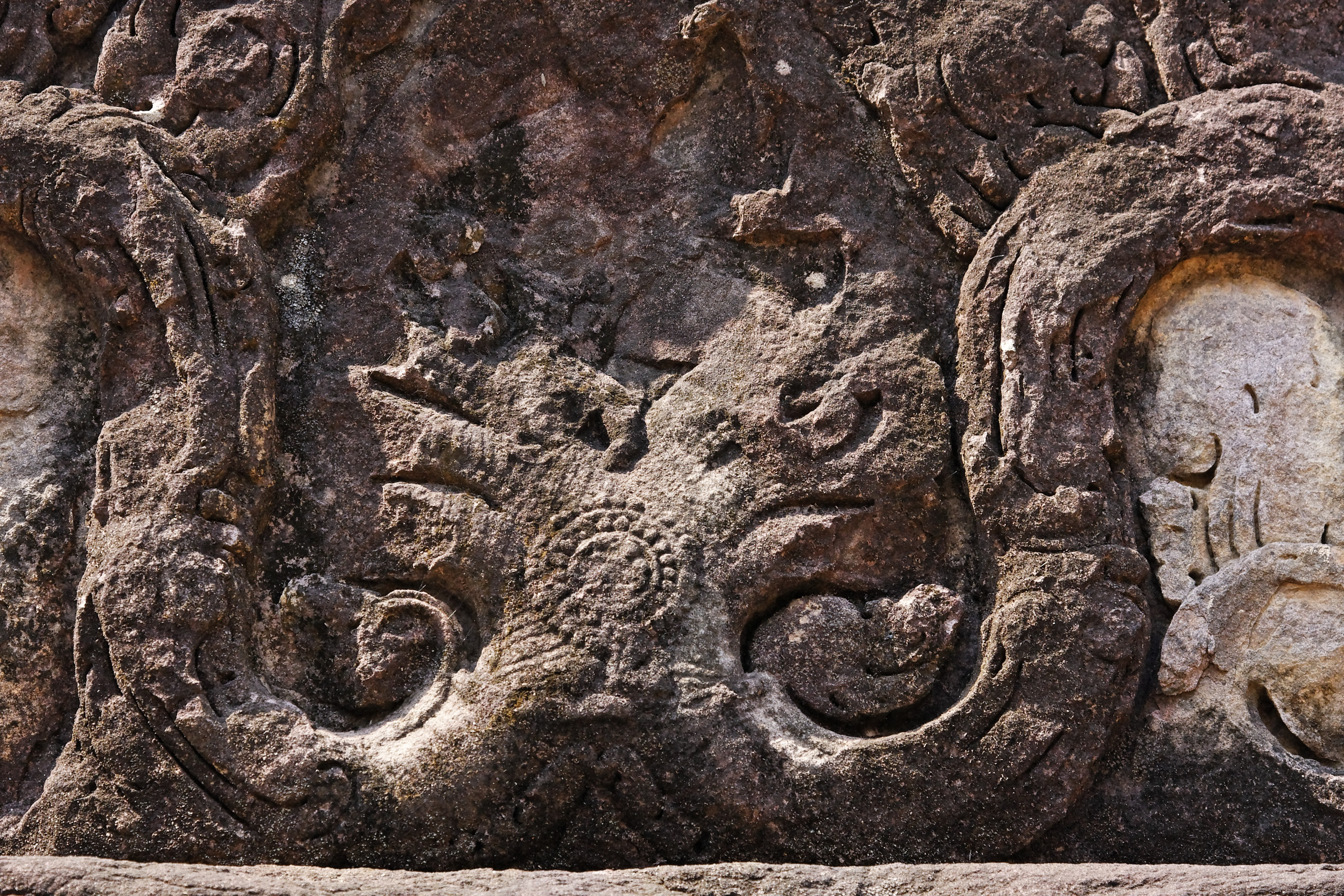
Détail d'un linteau
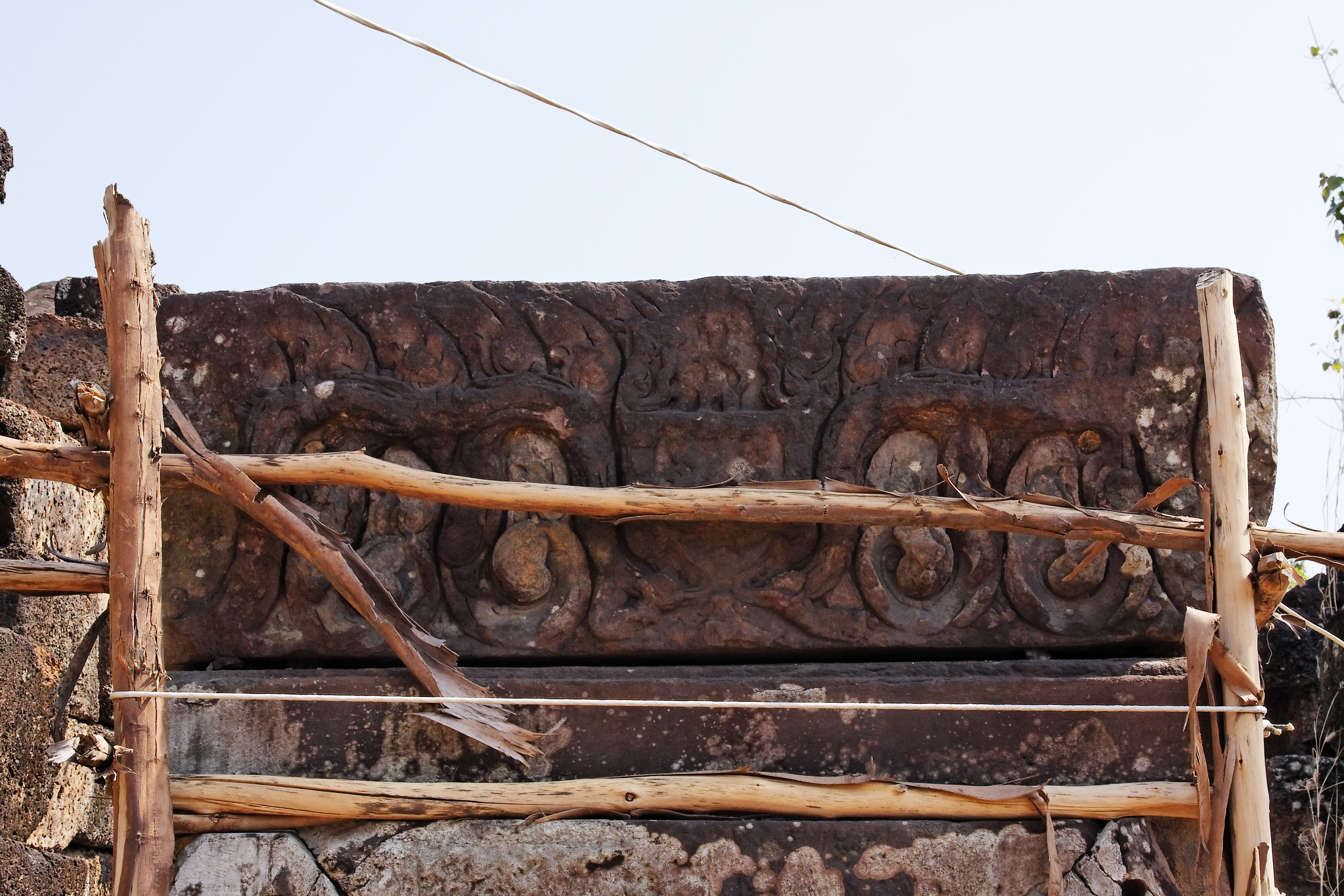
Linteau (grès)
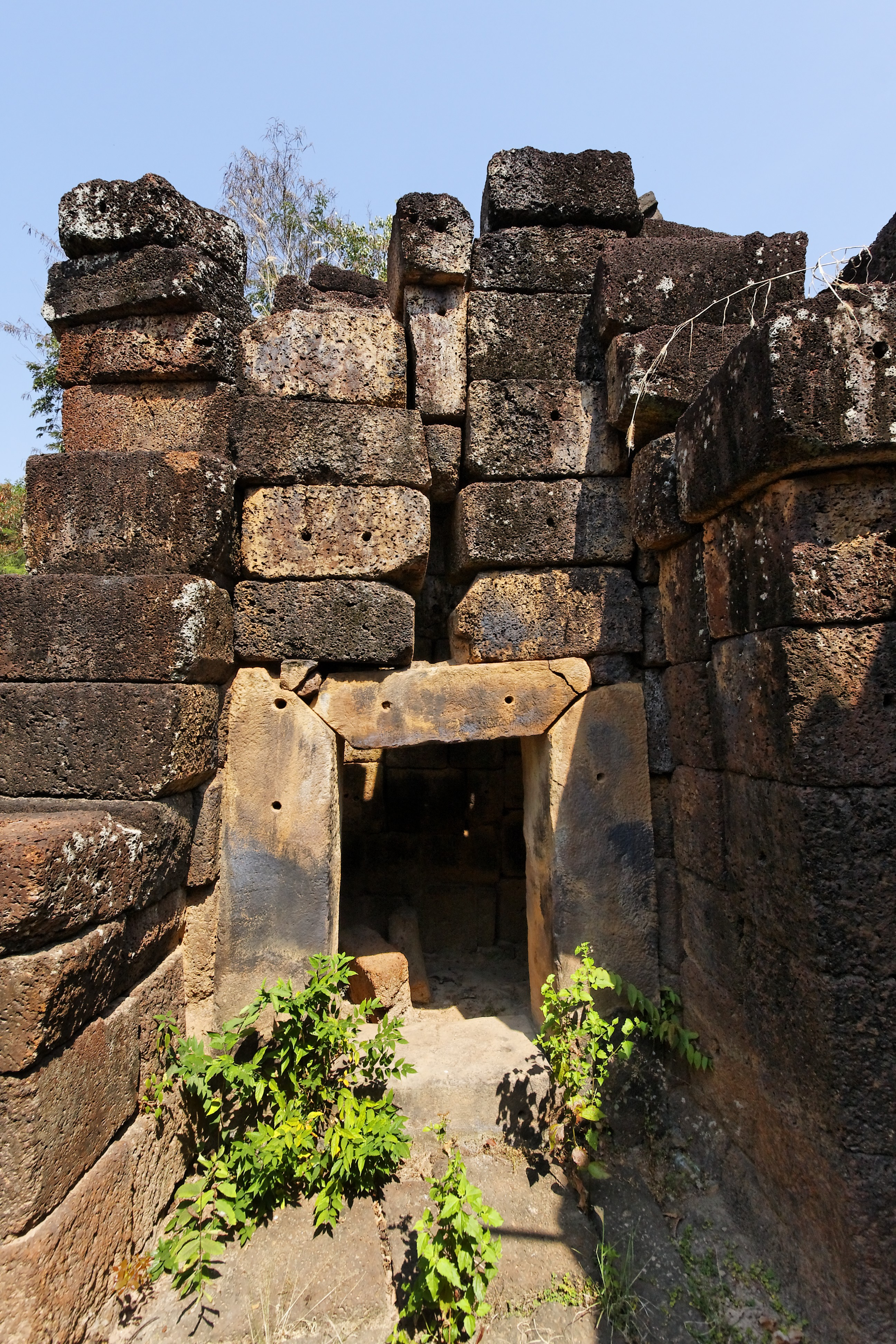
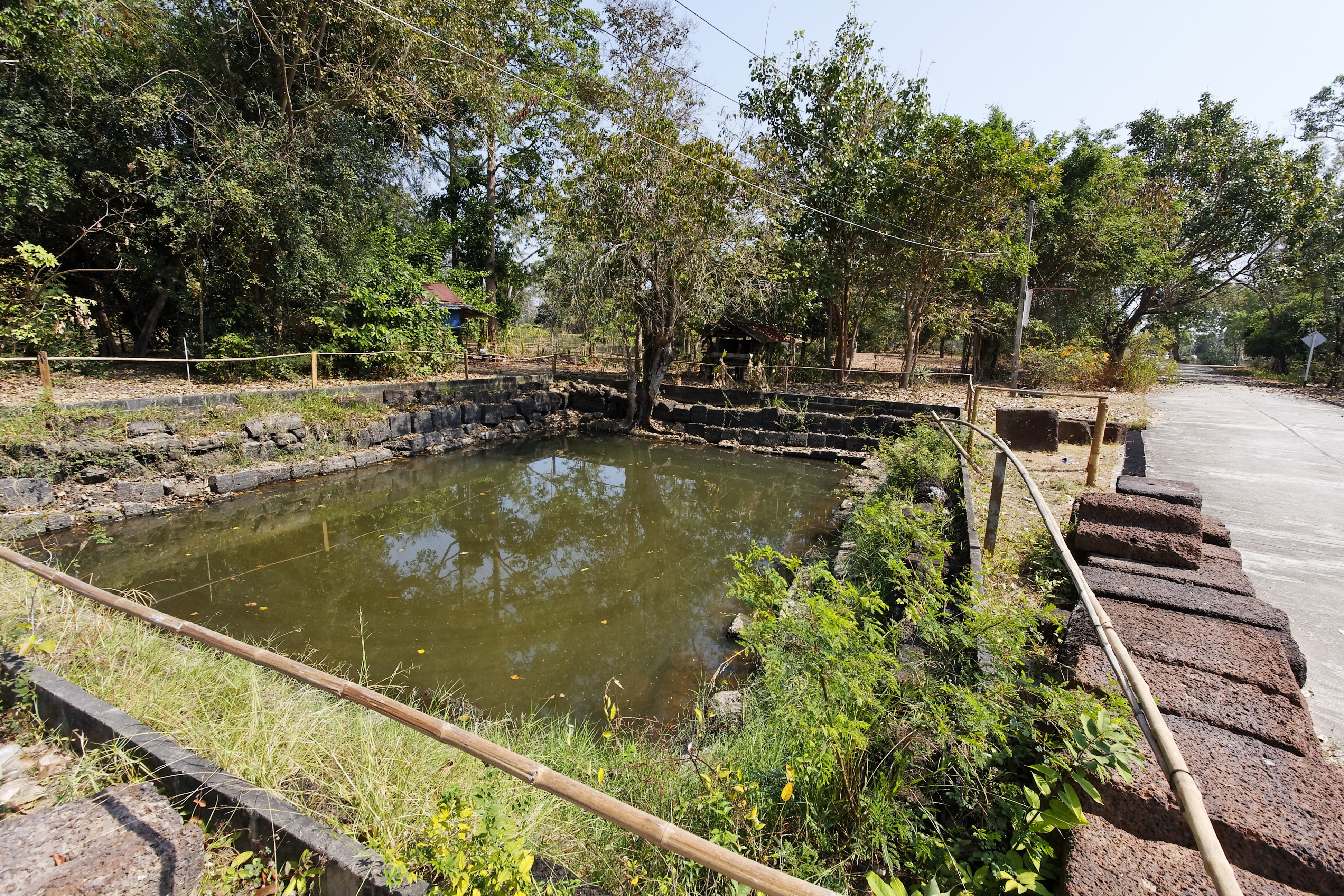
Le baray